# کتابخانۀ فردریش نیچه

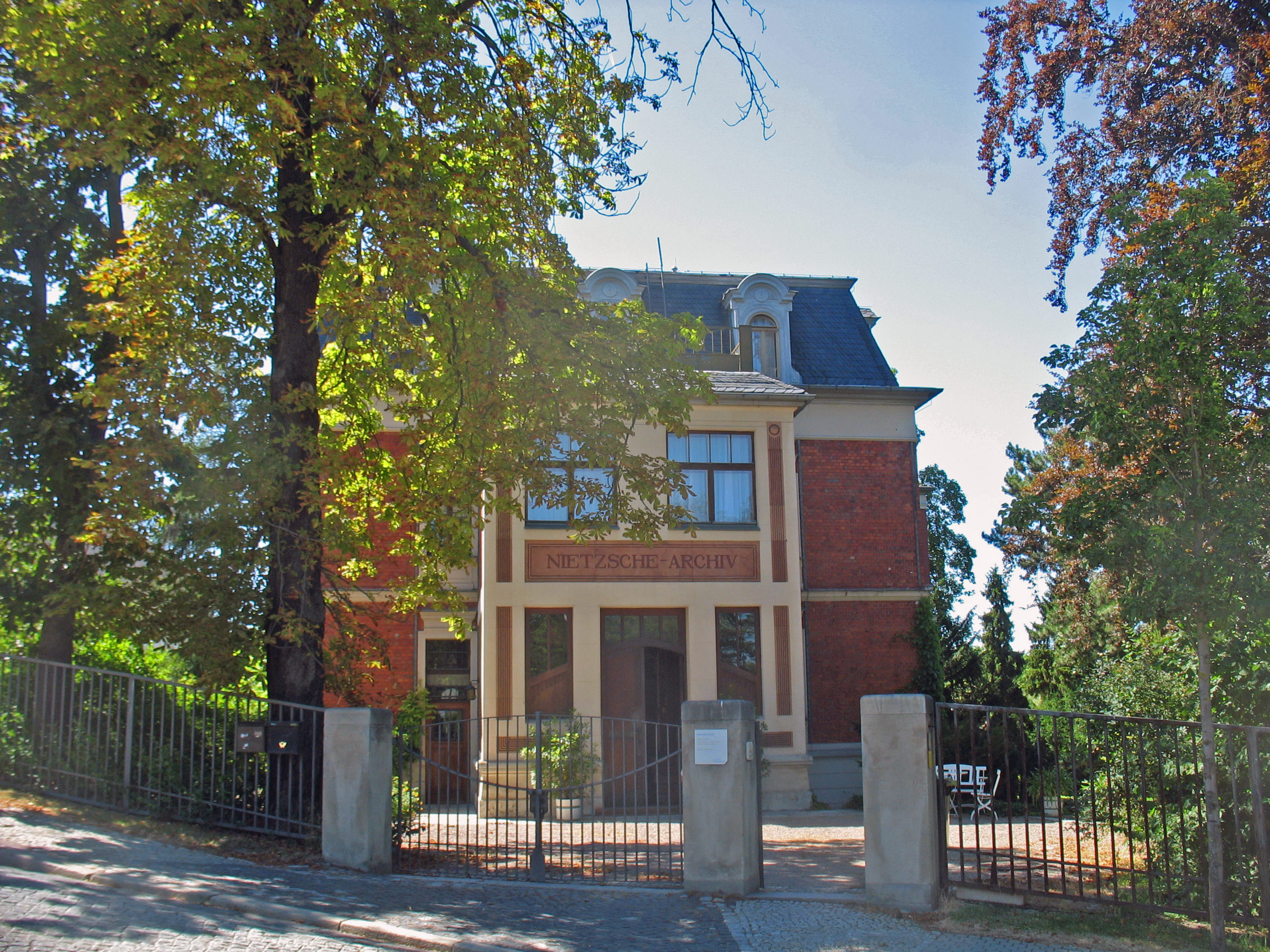
آرشیو نیچه در وایمار، آلمان.

فیلسوف آلمانی فردریش نیچه دارای یک کتابخانه خصوصی گسترده بود که پس از مرگش نگهداری شده است. امروزه این کتابخانه شامل حدود ۱۱۰۰ جلد است که حدود ۱۷۰جلد توسط او حاشیه‌نویسی شده و بسیاری از آن حواشی قابل توجه هستند. با این حال، تنها کمتر از نصف کتاب‌هایی که او خوانده در کتابخانه‌اش موجود هستند.

## یونانیان، هگل و اسپینوزا
نیچه که دانشجو و استاد زبان‌شناسی بود، شناخت کاملی از فیلسوفان یونان داشت. خوانش فلسفهٔ مدرن وی شامل کانت، میل و شوپنهاور می‌شد. آنان هدف اصلی انتقادات او در فلسفه‌اش شدند. او به خواندن هگل در بیست‌سالگی‌اش نیز اشاره می‌کند. او اسپینوزا را در اواخر عمرش خواند و او را به‌ویژه به‌خاطر انتقادهایش از اراده آزاد، غایت‌شناسی و افکارش دربارهٔ نقش عواطف، لذت و غم پیشگام خود نامید. با این حال، نیچه با نظریهٔ کاناتوس اسپینوزا مخالف بود و «اراده معطوف به قدرت» (به آلمانی: Wille zur Macht) را جایگزین آن کرد. و در عوض فرمول اسپینوزا که «خدا یا طبیعت» (به لاتین: Deus sive Natura) بود، «آشوب یا طبیعت» (به لاتین: Caos sive Natura) را قرار داد.

## ماینلندر
کتاب فلسفه رستگاری فیلیپ ماینلندر هنوز در کتابخانهٔ نیچه موجود است. نیچه زمانی که داشت راهش را از شوپنهاور جدا می‌کرد این اثر که بخش بزرگی از آن نقد متافیزیک شوپنهاور است را خواند. او علاقه خود را به ماینلندر حفظ کرد به طوری که یکی از کتاب‌های او به نام ماینلندر، مسیح جدید اثر ماکس سیلینگ که یک دهه بعد منتشر شده بود را در بین کتاب‌هایش داشت.

## نظریه‌پردازان و رمان‌نویسان فرانسوی
نیچه همچنین اخلاق گرایان فرانسوی قرن هفدهم مانند فرانسوا دو لا روشفوکو، ژان دو لا برویر و دو ووونارگ که کتاب‌های‌شان را از خواهرش در سال ۱۸۶۹دریافت کرده بود را تحسین می‌کرد او پاسکال و بیش از همه استاندال را می‌پسندید. نیچه فلسفه ناخودآگاه ادوارد فون هارتمن را خوانده و در برخی از آثارش به آن اشاره کرده است. او در سال ۱۸۸۳کتاب تست روان‌شناسی معاصر (به فرانسوی: Essais de psychologie contemporaine) اثر پل بورژه را خواند و از آن اصطلاح فرانسوی دکادنس را وام گرفت. بورژه تصوری ارگانیک‌گرایانه از جامعه داشت. نیچه قبلاً از طریق مطالعهٔ آسیب‌شناسی سلولی (به آلمانی: Die Cellularpathologie) (۱۸۵۸)اثر رودولف ویرچو و جوامع حیوانات (به فرانسوی: Des sociétés animales) (۱۸۸۷) یا ترجمهُ آن (به آلمانی: Die thierischen Gesellschaften) (براونشوایگ، ۱۸۷۹) اثر آلفرد اسپیناس با نظریه‌های ارگانیک‌گرایانه مواجه شده بود. کتابچه‌های ۱۸۸۸ نیچه حاوی ارجاعاتی به شک‌گرایان یونانی اثر ویکتور بروچارد و مسائل «انحطاط فرهنگی» که از دغدغه‌های شارل فره بودند و ترجمهٔ مَنوسمرتی توسط لوئی ژاکولیوت (که برای نیچه تبدیل به مورد کلاسیک فریب زاهدانه (به آلمانی: pia fraus) شد) هستند. او در کتابچه‌های خود چندین متن از فره را رونویسی کرد که بعدها بدون گیومه در ارادهٔ معطوف به قدرتی که الیزابت فورستر-نیچه و هاینریش کزلیتز منتشر کردند درج شدند. در نهایت، ولفگانگ مولر-لوتر نشان داد که نیچه [آثار] رویان‌شناس ویلهلم روکس را مطالعه کرده است. نیچه در نامه ای مورخ ۲۶ فوریه ۱۸۸۸ به پیتر گاست، به خواندن آثاری از شارل بودلر که پس از مرگش در ۱۸۸۷ منتشر شده بودند، اشاره می‌کند.

## داروینیسم
نیچه همچنین از طریق خواندن زودهنگام کتاب تاریخ ماتریالیسم و نقد اهمیت امروزی‌اش (به آلمانی: Geschichte des Materialismus und Kritik seiner Bedeutung in der Gegenwart) (۱۹۸۵) اثر فریدریش آلبرت لانگه که تدریجی‌گرایی داروین را نقد می‌کرد، با داروینیسم آشنا شد. لانگه در این کتاب به اشتیرنر اشاره کرد و (به اشتباه) مواضع او را شوپنهاوری دانست. او همچنین به بینهایت از دید ستارگان (به فرانسوی: L'Eternité par les astres) اثر بلانکی (که در آن ایدهٔ بازگشت ابدی را بررسی کرده است) اشاره می‌کند. او علاوه بر لانگ، تئوری مکانیکی-فیزیولوژیکی فرگشت جاندار (به آلمانی: Mechanisch-physiologische Theorie der Abstammungslehre) (۱۸۸۴) اثر گیاه‌شناس ضد داروینیست کارل ناگلی (۱۸۸۴) را در دوره فراسوی خیر و شر مطالعه کرد که به منبع اصلی او در مورد فیزیولوژی بدل شد. نیچه بر داروینیسم اجتماعی خصوصاً در اندیشهٔ هربرت اسپنسر، جان استوارت میل و دیوید استراوس متمرکز شد (او همه آنها را خواند و عنوان اولین بخش تأملات نابهنگام را «داوید اشتراوس: مؤلف و معترف» گذاشت).

## تولستوی و آثار متمرکز بر کتاب مقدس
کتاب آئین من (پاریس، ۱۸۸۵) اثر تولستوی، آثار مورخ یهودی یولیوس ولهاوزن دربارهٔ اعراب پیش از اسلام و پیش‌درآمدی بر تاریخ اسرائیل (به آلمانی: Prolegomena zur Geschichte Israels) (برلین، ۱۸۸۲)، جلد اول مجله برادران گنکور، اندیشه‌های بنیامین کنستانت در باب تئاتر آلمانی، زندگی عیسی اثر ارنست رنان (که او با او مخالف بود) و جن‌زدگان (پاریس، ۱۸۸۶) اثر داستایوفسکی (که در ۱۸۸۷ آن را خواند) همه توسط نیچه مطالعه شدند. یولیوس ولهاوزن به دلیل پژوهش‌های انتقادی خود در تاریخ عهد عتیق و شش طومار (شش کتاب اول تورات) معروف شد، نگرش علمی سازش‌ناپذیری که او در سنجش مسائل این موارد اتخاذ کرد و او را در تضاد با مکاتب قدیمی‌تر مفسران کتاب مقدس قرار داد. او احتمالاً بیشتر به دلیل فرضیه مستند در مورد منشأ تورات شناخته می‌شد. تفکرات نیچه در مورد همخوانی داخلی کتاب مقدس و نگارش دجال متأثر از ولهاوزن بودند.

## امرسون
نیچه از ستایندگان و خوانندگان همیشگی رالف والدو امرسون نیز بود.